# لورنسبورغ (تينيسي)
لورنسبورغ (بالإنجليزية: Lawrenceburg, Tennessee)‏ هي مدينة تقع بولاية تينيسي في وسط شرق الولايات المتحدة. تأسست عام 1819، تبلغ مساحة هذه المدينة 32.6 (كم²)، وترتفع عن سطح البحر 273 م، بلغ عدد سكانها 14023 نسمة في عام 2010 حسب إحصاء مكتب تعداد الولايات المتحدة وتصل الكثافة السكانية فيها 331.1 نسمة/كم2.

## التركيبة السكانية
حدّد مكتب تعداد الولايات المتحدة بيانات التركيبة السكانية للورنسبورغ في تعداد الولايات المتحدة. في ما يلي، التركيبة السكانية حسب تعدادي 2000 و2010.

### تعداد عام 2000
بلغ عدد سكان لورنسبورغ 10,796 نسمة بحسب تعداد عام 2000، وبلغ عدد الأسر 4,718 أسرة وعدد العائلات 2,969 عائلة مقيمة في المدينة. في حين سجلت الكثافة السكانية 329.1 نسمة لكل كيلومتر مربع (852.4/ميل2). وبلغ عدد الوحدات السكنية 5,166 وحدة بمتوسط كثافة قدره 157.5 لكل كيلومتر مربع (407.9/ميل2).
وتوزع التركيب العرقي للمدينة بنسبة 93.29% من البيض و3.94% من الأمريكيين الأفارقة و0.43% من الأمريكيين الأصليين و0.39% من الأمريكيين ذوي الأصول الآسيوية و0.03% من سكان جزر المحيط الهادئ و0.84% من الأعراق الأخرى و1.08% من عرقين مختلطين أو أكثر و1.67% من الهسبانيون أو اللاتينيون من أي عرق.
بلغ عدد الأسر 4,718 أسرة كانت نسبة 30% منها لديها أطفال تحت سن الثامنة عشر تعيش معهم، وبلغت نسبة الأزواج القاطنين مع بعضهم البعض 45.2% من أصل المجموع الكلي للأسر، ونسبة 14.3% من الأسر كان لديها معيلات من الإناث دون وجود شريك،  بينما كانت نسبة 3.4% من الأسر لديها معيلون من الذكور دون وجود شريكة وكانت نسبة 37.1% من غير العائلات. تألفت نسبة 33.7% من أصل جميع الأسر من عدة أفراد يعيشون في نفس المنزل ونسبة 17% كانت تتألف من شخص يعيش بمفرده يبلغ من العمر 65 عاماً أو أكثر. وبلغ متوسط حجم الأسرة المعيشية 2.24، أما متوسط حجم العائلات فبلغ 2.84.
بلغ العمر الوسطي للسكان 39.7 عاماً. وكانت نسبة 22.6% من القاطنين تحت سن الثامنة عشر، وكانت نسبة 8.4% بين الثامنة عشر والرابعة والعشرين عاماً، ونسبة 25.2% كانت واقعةً في الفئة العمرية ما بين الخامسة والعشرين والرابعة والأربعين عاماً، ونسبة 23.4% كانت ما بين الخامسة والأربعين والرابعة والستين، ونسبة 18.4% كانت ضمن فئة الخامسة والستين عاماً فما فوق. يوجد لكل 100 أنثى 84.5 ذكر، ويوجد لكل 100 أنثى في الثامنة عشر من عمرها فما فوق 79.2 ذكر.
بلغ متوسط دخل الأسرة في المدينة 25,770 دولارًا، أما متوسط دخل العائلة فبلغ 32,856 دولارًا. وكان متوسط دخل الذكور 27,264 دولارًا مقابل 20,250 دولارًا للإناث. وسجل دخل الفرد الخاص بالمدينة 17,310 دولارًا. وكانت نسبة 12.5% من العائلات ونسبة 16.4% من السكان تحت خط الفقر، وكان من هؤلاء نسبة 19.3% تحت سن الثامنة عشر ونسبة 16.7% في الخامسة والستين من العمر وما فوق.

### تعداد عام 2010
بلغ عدد سكان لورنسبورغ 10,428 نسمة بحسب تعداد عام 2010، وبلغ عدد الأسر 4,579 أسرة وعدد العائلات 2,696 عائلة مقيمة في المدينة. في حين سجلت الكثافة السكانية 317.9 نسمة لكل كيلومتر مربع (823.4/ميل2). وبلغ عدد الوحدات السكنية 5,073 وحدة بمتوسط كثافة قدره 154.7 لكل كيلومتر مربع (400.7/ميل2).
وتوزع التركيب العرقي للمدينة بنسبة 90.85% من البيض و4.48% من الأمريكيين الأفارقة و0.46% من الأمريكيين الأصليين و0.53% من الأمريكيين ذوي الأصول الآسيوية و1.03% من الأعراق الأخرى و2.66% من عرقين مختلطين أو أكثر و3.09% من الهسبانيون أو اللاتينيون من أي عرق.
بلغ عدد الأسر 4,579 أسرة كانت نسبة 28.5% منها لديها أطفال تحت سن الثامنة عشر تعيش معهم، وبلغت نسبة الأزواج القاطنين مع بعضهم البعض 39% من أصل المجموع الكلي للأسر، ونسبة 15% من الأسر كان لديها معيلات من الإناث دون وجود شريك،  بينما كانت نسبة 4.8% من الأسر لديها معيلون من الذكور دون وجود شريكة وكانت نسبة 41.1% من غير العائلات. تألفت نسبة 36.4% من أصل جميع الأسر من عدة أفراد يعيشون في نفس المنزل ونسبة 18.1% كانت تتألف من شخص يعيش بمفرده يبلغ من العمر 65 عاماً أو أكثر. وبلغ متوسط حجم الأسرة المعيشية 2.23، أما متوسط حجم العائلات فبلغ 2.89.
بلغ العمر الوسطي للسكان 40.8 عاماً. وكانت نسبة 23% من القاطنين تحت سن الثامنة عشر، وكانت نسبة 8.1% بين الثامنة عشر والرابعة والعشرين عاماً، ونسبة 23.8% كانت واقعةً في الفئة العمرية ما بين الخامسة والعشرين والرابعة والأربعين عاماً، ونسبة 25.5% كانت ما بين الخامسة والأربعين والرابعة والستين، ونسبة 19.5% كانت ضمن فئة الخامسة والستين عاماً فما فوق. وتوزع التركيب الجنسي للسكان بنسبة 46.6% ذكور و53.4% إناث.

## أعلام
- دوك كوك
- ريكس دوكري
- مايكل جتير
- روي ووكر
- إليس إل. بيري

## وصلات خارجية
- www.lawrenceburgtn.gov
- The US50 - Cities and Towns in Tennessee State